# Taiyuan (ort i Kina, Jiangxi Sheng, lat 27,16, long 116,66)
Taiyuan är en ort i Kina. Den ligger i provinsen Jiangxi, i den sydöstra delen av landet, omkring 190 kilometer sydost om provinshuvudstaden Nanchang. Antalet invånare är 8 280. Befolkningen består av 3 768 kvinnor och 4 512 män. Barn under 15 år utgör 19,0 %, vuxna 15-64 år 73 %, och äldre över 65 år 7,0 %.
Runt Taiyuan är det ganska tätbefolkat, med 129 invånare per kvadratkilometer. Närmaste större samhälle är Taihe, 13,1 km söder om Taiyuan. I omgivningarna runt Taiyuan växer huvudsakligen savannskog.
Genomsnittlig årsnederbörd är 2 454 millimeter. Den regnigaste månaden är juni, med i genomsnitt 431 mm nederbörd, och den torraste är oktober, med 19 mm nederbörd.